# ميشطة ملساء الثمرة
ميشطة ملساء الثمرة (الاسم العلمي:Anogeissus leiocarpa) هي نوع من النباتات يتبع جنس الميشطة من الفصيلة القمبريطية.